# Здравко Здравески
Здравко Здравески (на македонска литературна норма: Здравко Здравески) е македонски българин, офицер от специалните сили за бързо реагиране - Специална част „Лъвове“ на Северна Македония, репресиран, по неговите думи, от властите в Република Македония заради българското му самосъзнание. Известно време живее в Бургас, където се настанява с подкрепата на Общинския съвет на града, след което емигрира със семейството си в Холандия.
Пише автобиографичната книга „Аз, българинът от Македония. Записки по българските ми страдания“. Редактор на книгата е Румен Леонидов. Тя е представена в Бургас на 21 юли 2012 година.